# Guennadi Kriuchkin
Guennadi Kriuchkin –en ruso, Геннадий Крючкин– (22 de octubre de 1958) es un deportista soviético que compitió en remo.
Participó en dos Juegos Olímpicos de Verano en los años 1980 y 1992, obteniendo una medalla de plata en Moscú 1980 en la prueba de dos con timonel. Ganó dos medallas de plata en el Campeonato Mundial de Remo, en los años 1983 y 1985.

## Palmarés internacional
| Juegos Olímpicos   | Juegos Olímpicos  | Juegos Olímpicos | Juegos Olímpicos   |
| Año                | Lugar             | Medalla          | Prueba             |
| ------------------ | ----------------- | ---------------- | ------------------ |
| 1980               | Moscú (URSS)      | Medalla de plata | Dos con timonel    |
| Campeonato Mundial |                   |                  |                    |
| Año                | Lugar             | Medalla          | Prueba             |
| 1983               | Duisburgo (RFA)   | Medalla de plata | Dos sin timonel    |
| 1985               | Malinas (Bélgica) | Medalla de plata | Cuatro sin timonel |